# Boulevard Maréchal-Leclerc (Grenoble)
Pour les articles homonymes, voir Boulevard du Maréchal-Leclerc et Rue du Général-Leclerc.
Le boulevard Maréchal-Leclerc est une voie publique de la commune française de Grenoble, dans le département français de l'Isère, en région Auvergne-Rhône-Alpes.

## Situation et accès
Située dans le quartier de l'Île verte, cette voie est positionnée au pied des trois tours de ce quartier, celles-ci étant les plus hauts bâtiments de l'agglomération. 
Cette voie, principale artère cette partie orientale de la ville avec l'avenue Maréchal-Randon, est accessible aux passants depuis n'importe quel point de la ville. La voie héberge également l'hôtel de Police de la ville et elle est desservie par les lignes B et D du tramway de Grenoble.

## Origine du nom
Ce boulevard a été baptisé en hommage à Philippe Leclerc de Hauteclocque (22 novembre 1902 – 28 novembre 1947), général commandant la 2e division blindée et nommé maréchal, à titre posthume.

## Historique
En 1948, le représentant la commission de l'Instruction Publique et des Beaux-Arts au sein du conseil municipal de Grenoble propose la dénomination de rue du Général-Leclerc-de-Hautecloque pour l'ancienne rue de Strasbourg située dans le centre-ville de Grenoble. Le nom fut finalement attribué à un nouveau boulevard de la ville en mai 1959 à la suite de la démolition des dernières murailles des fortifications et de la création de cette voie la même année.

## Lieux et immeubles remarquables

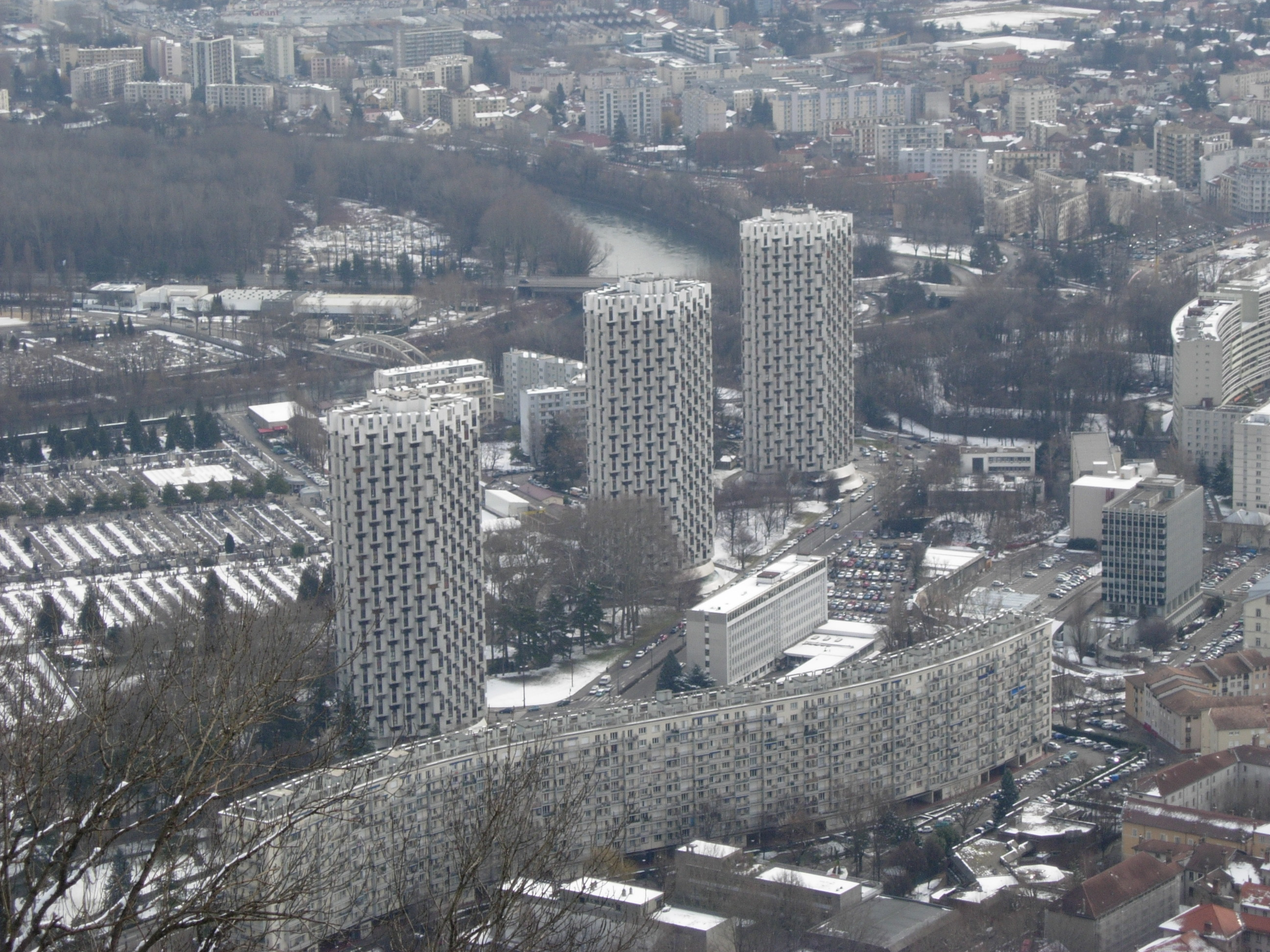
Le boulevard Maréchal-Leclerc entre les trois tours de l'Île Verte, à gauche et l'hôtel de police de Grenoble et son parking, à droite

Cette voie abrite un parc public et plusieurs bâtiments remarquables, connus et fréquentés par de nombreux grenoblois.

### Le parc de l'Île Verte
Ce parc a été édifié sur un ancien lit de l'Isère et des fortifications dites « Haxo ». Anciens terrains militaires abandonnés, ils furent réaménagés au début des années 1960. Ce parc s'étire sur 57 000 m² abrite les trois tours de l'Ile Verte crée un lien de verdure entre le parc Paul Mistral et le parc du musée de Grenoble et ses sculptures.

### Les Trois tours de l'Île Verte
La résidence de l'Île Verte, communément appelée « les trois tours de Grenoble », constructions emblématiques de la ville, a été érigée, boulevard Maréchal-Leclerc, au milieu d'un parc entre 1965 et 1967, d'après les plans de Roger Anger et Pierre Puccinelli.

### L'immeuble en S
Situé au 16-28 du boulevard et édifié sur les anciennes fortifications Haxo à la jonction avec le quartier de l'Île Verte dans les années 1960, ce grand immeuble en forme de S est architecturalement intéressant surtout en raison de sa morphologie atypique.

### L'hôtel de police de Grenoble
Ce bâtiment a été construit  en prévision des jeux olympiques d’hiver de 1968. Il comprend six étages. En 2013, il héberge le siège de la direction départementale de la sécurité publique de l’Isère, le commissariat central de sécurité publique de Grenoble et l'antenne de la direction interrégionale de police judiciaire de Lyon.
Une fresque en plusieurs tableaux exécutée par des jeunes de la MJC Anatole France a été peinte dans le hall de l'hôtel de police et inaugurée par Charles Barbier, sous-préfet et également directeur de cabinet du préfet de l’Isère le 11 octobre 2018.